# Transconductance

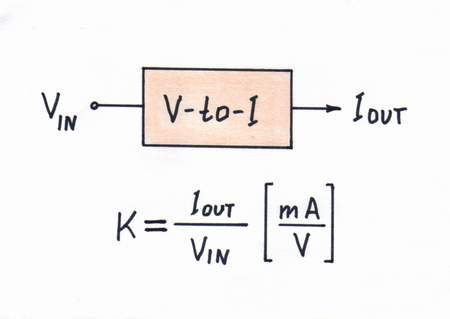
Convertisseur de tension en courant (schéma)

La transconductance aussi appelée pente, pour un transistor bipolaire, un transistor à effet de champ, un tube à vide ou un amplificateur opérationnel, est le rapport entre la variation du courant de sortie et la variation de la tension d'entrée. Elle s'exprime en ampères/volt.
Pour un transistor bipolaire, dans une large plage de courant, la transconductance est donnée par la relation (approximative) {\displaystyle S=38.I} où I est le courant continu (ou courant de polarisation) circulant dans le transistor.
Pour un transistor à effet de champ, la transconductance est donnée par la formule {\displaystyle S=-2.Idss.(1-Vgs/Vp)/Vp} où Idss est le courant de saturation du transistor, Vgs la différence de potentiel continue entre grille et source, Vp la tension de pincement (tension au-delà de laquelle le transistor est bloqué).